# Cephalops cautus
Cephalops cautus är en tvåvingeart som först beskrevs av Hardy 1952.  Cephalops cautus ingår i släktet Cephalops och familjen ögonflugor.
Artens utbredningsområde är Burundi. Inga underarter finns listade i Catalogue of Life.